# Aurel Ciortea
Aurel Ciortea (n. 1872, Cojocna județul Cluj  - d. 1929, Cluj) a fost un deputat în Marea Adunare Națională de la Alba Iulia, organismul legislativ reprezentativ al „tuturor românilor din Transilvania, Banat și Țara Ungurească”, cel care a adoptat hotărârea privind Unirea Transilvaniei cu România, la 1 decembrie 1918.:p. 77

## Biografie
Aurel Ciortea a fost fiul unui preot ortodox și a urmat studiile liceale și universitare la Bistrița și la Cluj, devenind profesor de matematică și fizică. La Berlin  a efectuat studii de fizică experimentală. A participat la Expoziția universală de la Paris din 1900. A activat în școlile brașovene până în anul 1920. Din toamna anului 1920 a fost profesor la Academia Comercială din Cluj, ca titular al catedrei de matematici financiare, iar apoi ca rector al acestei instituții până în anul 1929, când a încetat din viață. A înființat laboratorul de fizică al Liceului Andrei Șaguna și a elaborat mai multe manuale și lucrări de specialitate în domeniul științelor exacte. Din martie 1920 a primit de la Consiliul Dirigent postul de director al învățământului profesional, pînă în anul 1923 lucrând la reorganizarea școlilor profesionale. Încă din anii studenției sale la Cluj, Aurel Ciortea a urmărit cu atenție desfășurarea acțiunilor întreprinse de mișcarea memorandistă și mai ales a procesului politic intentat patrioților români. În timpul Primului Război Mondial a fost mobilizat la regimentul de honvezi din Brașov, cu gradul de sublocotenent, și a activat pe durata întregului război, până la 7 noiembrie 1918, mai întâi pe frontul din Galiția, apoi pe cel italian. Profesorul Aurel Ciortea s-a angajat pe deplin în acțiunile revoluționare brașovene din toamna anului 1918. Acesta a participat la constituirea noilor organe ale puterii românești la Brașov și a făcut parte din Consiliul Militar Român Județean Brașov, constituit în ședința Comitetului Executiv al Sfatului Național Român din Țara Bârsei, cu ofițerii din Brașov, la 28 octombrie/10 noiembrie 1918. A fost numit comandant al gărzilor naționale românești din Țara Bârsei. În paralel cu activitatea de conducere a gărzilor naționale românești, Aurel Ciortea a făcut parte din colectivul de conducere al ziarului "Glasul Ardealului", iar începând cu 1 ianuarie 1919 a condus "Gazeta Transilvaniei".:pp.239-245 

## Operă
Aurel Ciortea a realizat o serie de studii introductive, cărțile sale bucurându-se de o primire entuziastă în mediul școlar și din partea intelectualilor vremi. Printre acestea se numără: Cursul de fizică experimentală, apărut la Cluj, în două ediții, între 1923-1925 care a fost urmat de o apreciere a activității sale științifice și pedagogice și lucrările Din viața stelelor, apărută la Cernăuți, Curenți și raze electrice, apărută la Brașov, în 1901, Aritmetica după Beke, apărută la Brașov, în 1903, Matematică financiară, apărută în 1906, Fizica, apărută la Brașov în două volume, între 1911-1913, Dări de seamă asupra Academiei comerciale din Cluj, apărute între 1920-1922 și între 1922-1924, Introducere în principiul relativității, apărută la Cluj, 1924, lăudate pentru vastele cunoștințe interesante din domenii noi ale științei.:p.240

## Activitatea politică

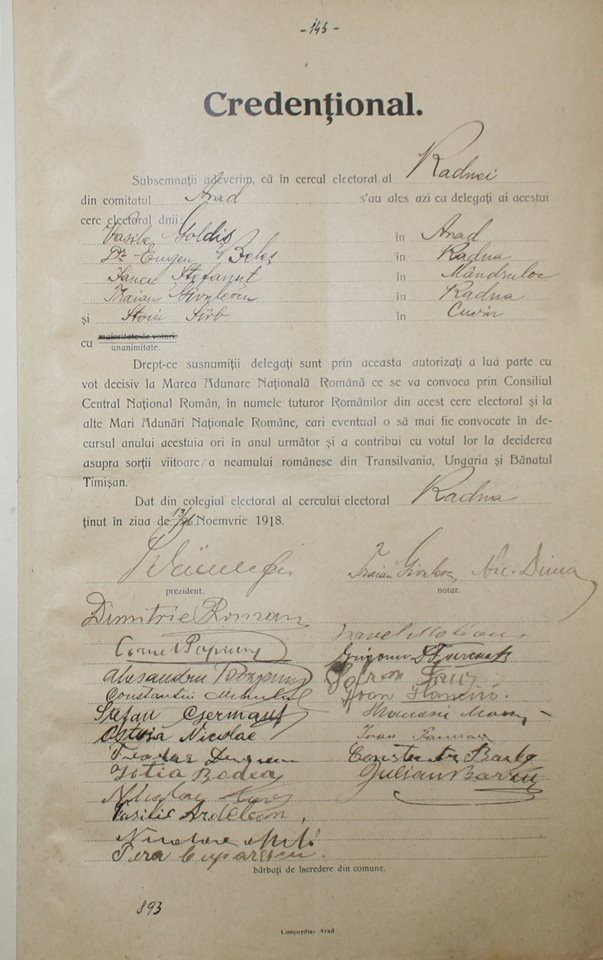
Credențional

A fost delegat al Gimnaziului greco-ortodox român (Liceul Andrei Șaguna) din comitatul Brașov la Marea Adunare Națională de la Alba-Iulia, unde a votat unirea Ardealului cu România, la 1 decembrie 1918.:p.244